# Marie-Jeanne Larrivée Lemière
Marie-Jeanne Larrivée, née Marie-Jeanne Lemière (Sedan, 1733 - Paris, 1786) est une soprano française qui fait principalement carrière à l'Opéra de Paris. Elle y fit son début en 1750, sous le nom de Mlle ou Demoiselle Lemière (aussi écrit Lemierre ou Le Mière).

## Biographie
À la même époque ses frères, tous les deux des musiciens de renommée, Jacques Lemière (violoniste) et Jacques-Louis Lemière (violoncelliste), étaient eux aussi membres de l'Opéra de Paris. Ses parents étaient Louis-Michel Lemière (perruquier) et Julienne Lemaire,.
Au début de 1752, après avoir joué et doublé plusieurs petits rôles, Lemière quitte la scène pour des raisons qui restent un peu obscures. Il est probable que la chanteuse avait l'intention d'améliorer sa technique vocale, mais ses cinq années d'absence sur scène sont plus fortement probablement liées à sa liaison tempétueuse avec le duc de Gramont, qui avait des tendances très violentes. En juillet 1752, elle donne naissance à un premier enfant, Marie-Antoinette, qui ne sera pas reconnue par ses parents et dont le grand-père se présente comme parrain.
En 1756, la liaison entre Marie-Jeanne Lemière et le duc de Gramont est finie. Elle réintègre l'Opéra de Paris avec un salaire plus élevé qu'auparavant.
Au travers de sa carrière Mlle Lemière joue dans des opéras tels Silvie de Jean-Claude Trial et de Pierre-Montan Berton, Omphale (Cardonne), Ovide et Julie (dans le rôle de Julie), Salimes et Céphale et Procris (Grétry). Larrivée-Lemière se retire du théâtre en 1777. Elle est mariée à Henri Larrivée depuis 1762. Avec lui, elle a deux filles : Adélaïde-Suzanne-Camille Larrivée (plus tard connue sous le nom de Mme Delaval) pianiste, claveciniste et compositrice et Agathe Elisabeth Henriette Larrivée, violoniste. Malheureusement en 1767, les Larrivées se séparent et les deux filles partent vivre avec Elisabeth-Henriette Larrivée qui est leur tante et gardienne parentale. Avec elle, les deux sœurs jouent et tourrent aux travers des provinces françaises.
Au travers de sa carrière Marie-Jeanne Larrivée-Lemière était aussi une des chanteuses les plus importantes au Concert Spirituel, où elle se produit régulièrement entre 1750 et 1763. À partir de 1763 elle continue de manière moins ponctuelle à se produire lors de ces concerts, jusqu'en 1778, lorsqu'elle se retire définitivement de la scène. Une pension annuelle de 2 000 livres (environ 30 939 euros) lui est attribuée.

## Roles
| Thésée (Mondonville)                          | Jean-Joseph de Mondonville                 | La grande prestresse Minerve; Une Athénienne; une bergère de l'Île Enchantée | 7 novembre 1765  | Fontainebleau                       |  |  |  |
| Les Paladins                                  | Jean-Philippe Rameau                       | Nérine                                                                       | 12 février 1760  | Opéra de Paris                      |  |  |  |
| Canente (Dauvergne)                           | Antoine Dauvergne                          | Canente                                                                      | 11 novembre 1760 | Opéra de Paris                      |  |  |  |
| Énée et Lavinie (Dauvergne)                   | Antoine Dauvergne                          | Venus; Iris                                                                  | 14 février 1758  | Opéra de Paris                      |  |  |  |
| Anacréon                                      | Rameau                                     | Chloë                                                                        | 1766             | Versailles                          |  |  |  |
| Acante et Céphise                             | Rameau                                     | Un'autre bergère                                                             | 19 novembre 1751 | Opéra de Paris                      |  |  |  |
| Les fêtes de Paphos                           | Jean-Joseph de Mondonville                 | Aglaé (Acte 1); Amour (Acte 2)                                               | 9 mai 1758       | Opéra de Paris                      |  |  |  |
| Sabinus (opera) (en)                          | François-Joseph Gossec                     | Éponine                                                                      | 4 Decembre 1773  | Versailles; en présence de Louis XV |  |  |  |
| Hippolyte et Aricie (version révisée de 1757) | Rameau                                     | Une matelote, une bergère, une chasseresse                                   | 1757             | Versailles; en présence de Louis XV |  |  |  |
| Ernelinde, princesse de Norvège               | François-André Danican Philidor            | Ernelinde                                                                    | 24 novembre 1767 | Opéra de Paris                      |  |  |  |
| Théonis ou Le Toucher                         | Jean-Claude Trial and Pierre-Montan Berton | Théonis                                                                      | 13 octobre 1767  | Opéra de Paris                      |  |  |  |
| Titon et l'Aurore                             | Jean-Joseph de Mondonville                 | L'Aurore                                                                     | 22 février 1763  | Opéra de Paris                      |  |  |  |
| Silvie                                        | Jean-Claude Trial and Pierre-Montan Berton | L'Amour                                                                      | 17 octobre 1765  | Opéra de Paris                      |  |  |  |
| Le Carnaval de Parnasse                       | Jean-Joseph de Mondonville                 | Florine (prologue); Thalie                                                   | 23 juin 1767     | Opéra de Paris                      |  |  |  |
| Ismène                                        | François Rebel and François Francœur       |                                                                              | 12 octobre 1769  | Fontainebleau                       |  |  |  |